# Ba mùa
Ba mùa là một bộ phim của đạo diễn người Mỹ gốc Việt Tony Bùi được quay tại Việt Nam. Phim được trình chiếu tại Liên hoan phim quốc tế Berlin lần thứ 49 năm 1999. Bên cạnh đó, phim còn được chọn để tranh tài ở hạng mục Phim quốc tế hay nhất tại giải Oscar lần thứ 72 nhưng không vào danh sách đề cử cuối cùng của Viện Hàn Lâm Mỹ.

## Nội dung
Bộ phim miêu tả một vài nét văn hóa Việt Nam trong thời hiện tại đang dần chịu ảnh hưởng phương Tây. Bối cảnh của phim là Thành phố Hồ Chí Minh nơi những nhân vật chính đương đầu với các tác động đan xen nhiều chiều từ nền kinh tế thị trường và hội nhập quốc tế. Đó là mảnh đời của một anh đạp xích lô đem lòng yêu một cô gái làng chơi, một cô thôn nữ mến thương một ông thầy giáo già mắc bệnh cùi, một em bé lai vật lộn với cuộc sống vỉa hè, và một anh cựu binh Mỹ đi tìm lại đứa con rơi. Những sinh linh nhỏ nhoi, trong khung cảnh Sài Gòn ngày nay, với những ước mơ, những vui buồn, những xúc động của mỗi người, nhịp theo ba mùa: nắng, mưa và hy vọng.

## Giải thưởng
Phim được nhận một số giải thưởng và đề cử, đặc biệt là cả ba giải khán giả (Audience Award), giám khảo (Grand Jury Prize) và quay phim (Cinematography Award) tại Liên hoan Phim Sundance trong năm 1999, trở thành bộ phim đầu tiên trong lịch sử giành cả giải giám khảo bình chọn và khán giả bình chọn tại LHP Sundance. Phim giành chiến thắng Phim nói tiếng nước ngoài xuất sắc nhất tại Giải Satellite năm 2000, giải Phim đầu tay xuất sắc nhất tại LHP Quốc tế Portland năm 1999 và giải Quay phim xuất sắc nhất tại Giải Tinh thần độc lập năm 2000.